# Idioma español en China
La demanda del español en China ha crecido exponencialmente en las últimas décadas. El conocimiento del idioma, se debe también a que China tiene buenas relaciones comerciales y diplomáticas con varios países de Hispanoamérica, principalmente aquellos con gobiernos socialistas o de izquierda, denominado Socialismo del Siglo XXI. Como también la inmigración de hispanoamericanos a China, principalmente dedicados al comercio y la exportación de productos chinos.
Uno de los factores a que el idioma español gane más popularidad en este país asiático, es por la construcción del Puerto de Chancay en Perú por la empresa china Cosco Shipping Ports Chancay Perú S.A., considerado uno de los más importantes en América del Sur y por su contacto directo comercial con Asia.

## Aprendizaje
Aproximadamente, se estima que unos 25 000 estudiantes chinos lo estudian en 90 universidades. Si no fuera por las limitaciones que promueve el gobierno chino, el número total de estudiantes de español en China podría alcanzar los 83.000 alumnos. Además, hay otros 5.000 estudiantes chinos que estudian español en el Instituto Cervantes, así como la suma de otros cientos de miles que lo estudian en más de 100 academias privadas.
En los últimos años se han inaugurado en Pekín, unos 35 centros privados de enseñanza de español como lengua extranjera. También en Shanghái y Cantón, se han abierto muchos centros de enseñanza.
Se cree además que el español avanza con paso firme para situarse en un futuro más cercano, como segunda lengua extranjera del país, por detrás del inglés.
La progresión del español ha sido una de las más destacadas, superando a los demás idiomas tradicionalmente estudiados en China, como el ruso y el japonés.
Entre los años 50 y 60, la formación de estudiantes de español, se encontraba en una etapa embrionaria y las relaciones bilaterales entre China e Hispanoamérica se limitaban a los intercambios no gubernamentales. Los primeros dirigentes de la República Popular, notaron la importancia estratégica de la formación y reserva de profesionales del español para la diplomacia en Hispanoamérica. En 1952, se fundó la primera carrera de español en la Universidad de Estudios Extranjeros de Pekín. Con la promoción de la enseñanza del español en la década de los años 60 en otras universidades. Como la Universidad de Pekín, la Universidad de Estudios Internacionales de Shanghái y la Universidad de Nanjing, perfiló un sistema para la enseñanza del idioma. A partir de 1956, los primeros que se graduaron con otros 100 alumnos que estudiaron en Cuba entre 1960 y 1969, pasaron a conformar la columna vertebral de la diplomacia con Hispanoamérica. Algunos de ellos se desempeñaban como embajadores o cónsules y otros como profesores o estudiosos privilegiados especializados en Hispanoamérica.

## Historia
El idioma español en China, llegó aproximadamente en 1552 con la visita del misionero jesuita Francisco Javier, con la idea de evangelizar en China para que esto influyese luego en Japón. Francisco Javier falleció allí, en la Isla Shangchuan. Tras la Unión Ibérica (1580 - 1640), entre España y Portugal, la ciudad de Macao que era una posesión del imperio portugués, el imperio español también ejerció derechos sobre está ciudad. Siendo el punto importante para España que gobernaba aquella época. Pues el español también se habló en esta ciudad junto con el portugués y el chino mandarín, aunque el imperio español ya tenía una posesión anterior al norte de la isla de Formosa, la actual Taiwán durante la gobernación española de Taiwán desde 1622 a 1646.